# Karp otmorožennyj
Karp otmorožennyj (Карп отмороженный) è un film del 2017 diretto da Vladimir Kott.

## Trama
Il film racconta di un pensionato che vive in provincia e improvvisamente scopre una diagnosi mortale, a seguito della quale inizia a organizzare il proprio funerale in polvere.